# Bibio (diptère)
Pour les articles homonymes, voir Bibio.
Genre
Synonymes
- Curtisimyia Giebel 1856,
- Hirtea Fabricius, 1798
- Lithobibio Beier 1952,
- Lithosomyia Carpenter 1986,
- Mesomyia Pongrácz 1928,
- Protoberis Cockerell 1915
- Pullata Harris, 1776

Bibio est un genre d'insectes de l'ordre des diptères, famille des Bibionidae. L'ordre des diptères regroupe, entre autres, des espèces principalement désignées par les noms vernaculaires de mouches, moustiques, taons.

## Classification
Le nom de genre a été publié par le pharmacien et entomologiste français Étienne Louis Geoffroy (1725-1810) en 1762.

### Synonymes
Selon GBIF et Paleobiology Database, quatre publications d'espèces ont été requalifiées en Nomen dubium et synonymes du genre, :
- Bibio disjectus Théobald, 1937[4].
- Bibio martinsi Heer, 1861[5].
- Bibio obsoletus (Heer, 1849)[6].
- Penthetria obsoleta (Heer, 1849)[6].

## Biologie
Les larves de Bibio grandissent dans les zones herbeuses et sont des herbivores et des charognards se nourrissant de végétation morte ou de racines de plantes vivantes. Certaines espèces se retrouvent dans le compost. Dans certaines régions, les mouches Bibio visitent régulièrement les fleurs et il est suggéré que ce sont des pollinisateurs de plusieurs espèces végétales,, telles que Heracleum sphondylium et Hieracium pilosella.

## Liste des espèces rencontrées en Europe
- Bibio anglicus Verrall, 1869
- Bibio brunnipes (Fabricius, 1794)
- Bibio clavipes Meigen, 1818
- Bibio edwardsi Freeman & Lane, 1985
- Bibio elmoi Papp, 1982
- Bibio femoralis Meigen, 1838
- Bibio ferruginatus (Linnaeus, 1767)
- Bibio fulvicollis Gimmerthal, 1842
- Bibio gineri Gil Collado, 1932
- Bibio graecus Duda, 1930
- Bibio handlirschi Duda, 1930
- Bibio hortulanus (Linnaeus, 1758) - bibion horticole
- Bibio hybridus Haliday, 1833
- Bibio johannis (Linnaeus, 1767)
- Bibio lanigerus Meigen, 1818
- Bibio laufferi Strobl, 1906
- Bibio lautaretensis Villeneuve, 1925
- Bibio lepidus Loew, 1871
- Bibio leucopterus (Meigen, 1804)
- Bibio macer Loew, 1871
- Bibio marci (Linnaeus, 1758) - mouche ou bibion de la Saint Marc
- Bibio nigriventris Haliday, 1833
- Bibio picinitarsis Brullé, 1832
- Bibio pomonae (Fabricius, 1775)
- Bibio reticulatus Loew, 1846
- Bibio rufipes (Zetterstedt, 1838)
- Bibio siculus Loew, 1846
- Bibio siebkei Mik, 1887
- Bibio varipes Meigen, 1830
- Bibio venosus (Meigen, 1804)
- Bibio villosus Meigen, 1818

## Galerie

Quelques espèces vivantes du genre Bibio.
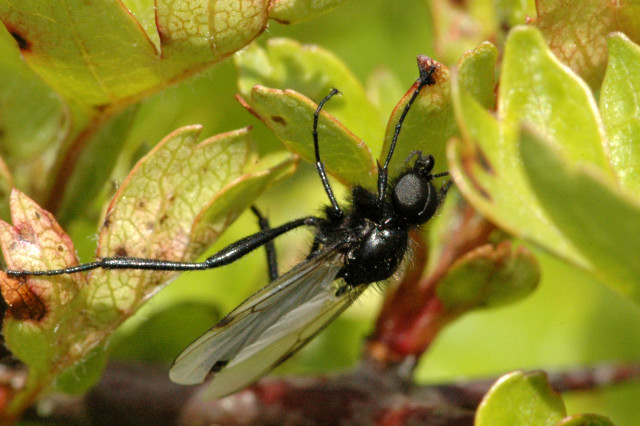
Bibio ferruginatus, mâle (Haute Ardenne - Belgique).
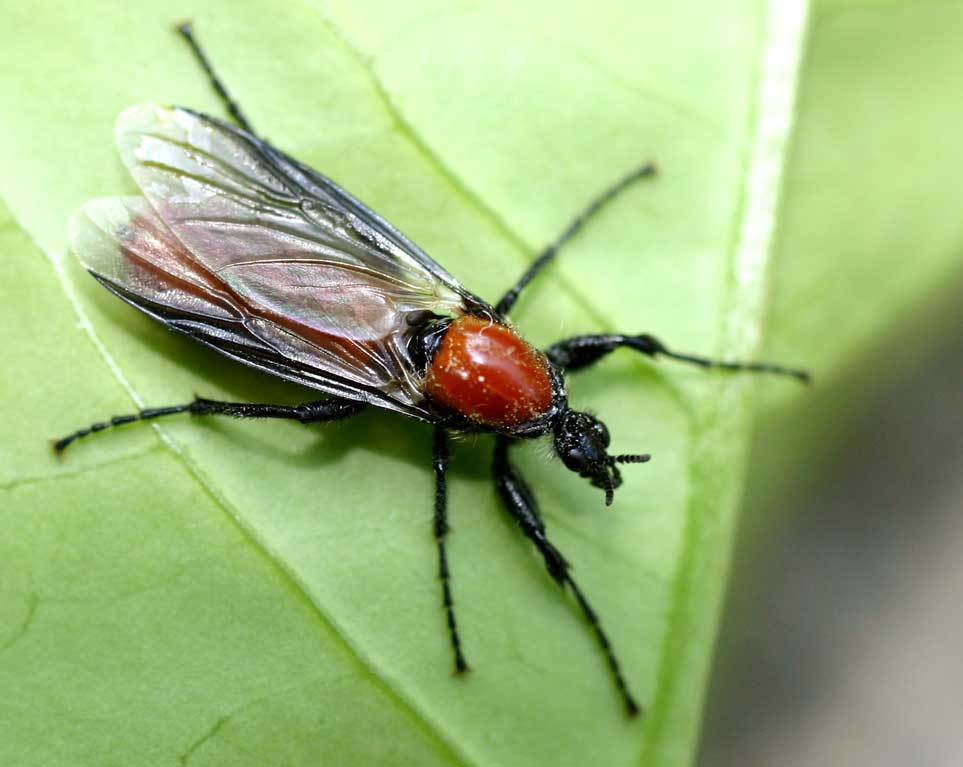
Bibio hortulanus, femelle.
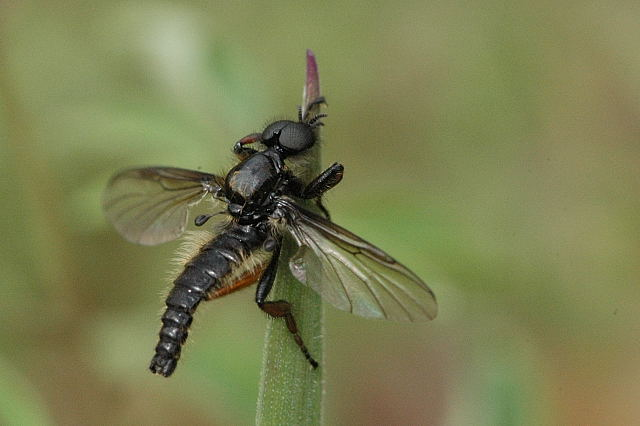
Bibio lanigerus,mâle (Haute Ardenne - Belgique).
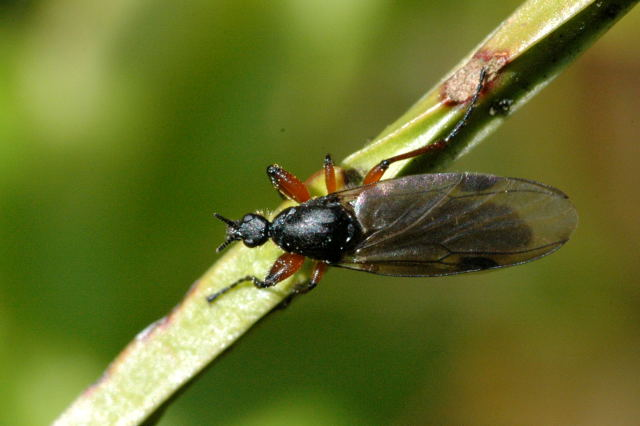
Bibio varipes, femelle.
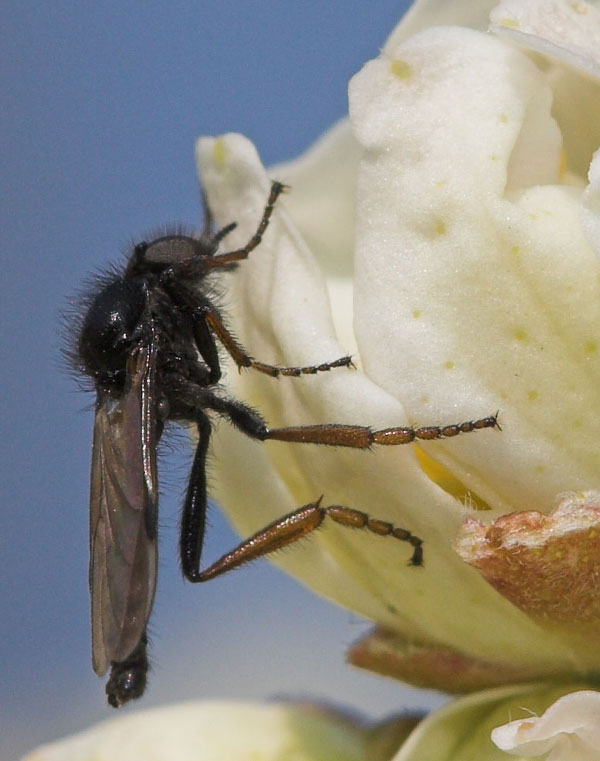
Bibio johannis.
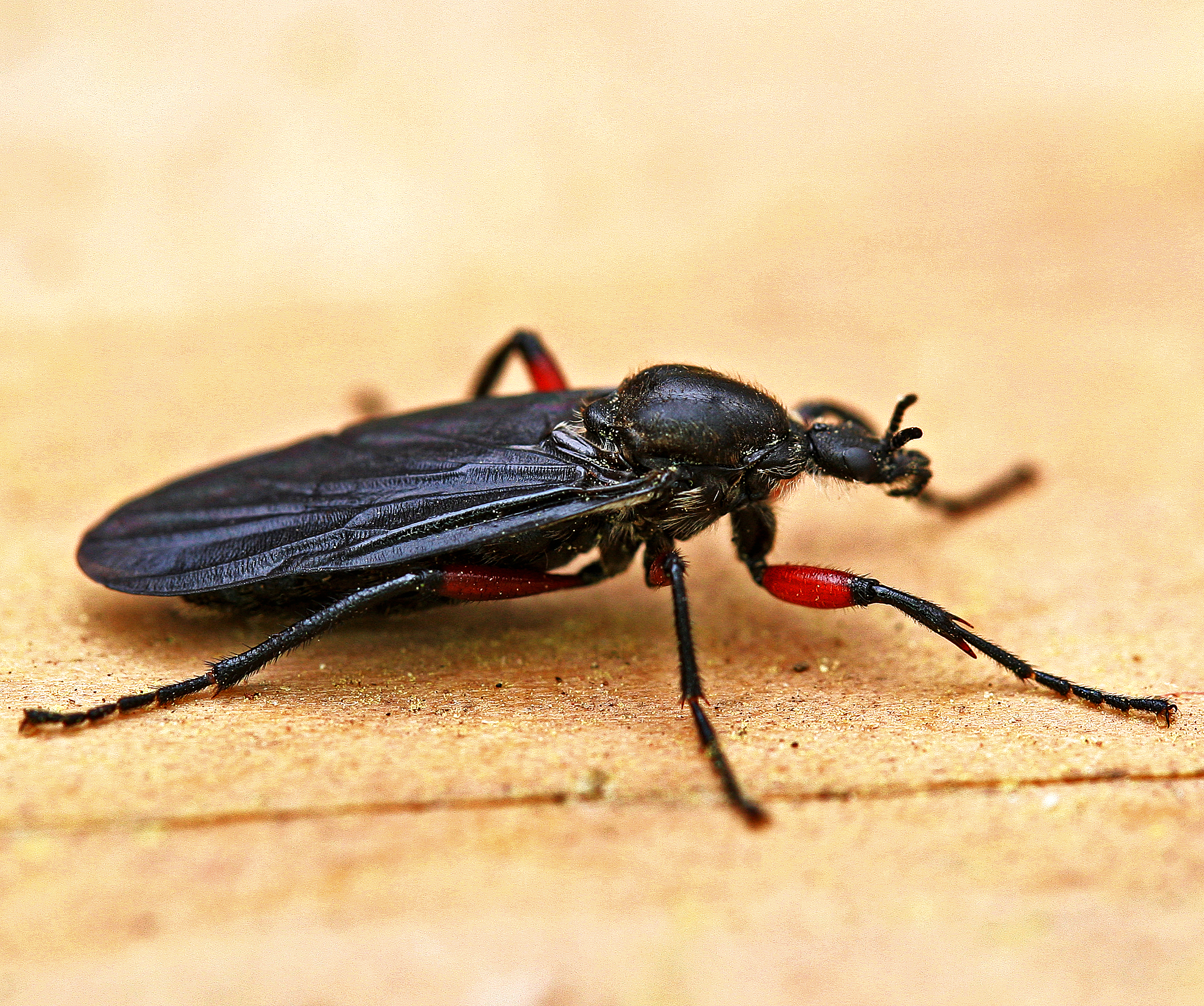
Bibio femoratus.

## Espèces fossiles
Selon Paleobiology Database en 2022, les espèces fossiles s'établissent à :
- †Bibio acaptus Dürrenfeldt 1968
- †Bibio aerosus Statz 1943
- †Bibio albangulus Dürrenfeldt 1968
- †Bibio anasiformis Dürrenfeldt 1968
- †Bibio anatolicus Skartveit and Nel 2012
- †Bibio angustatus Heer 1849
- †Bibio antiquus von Heyden 1856
- †Bibio aquaesextiae Skartveit and Nel 2017
- †Bibio atavus Cockerell 1909
- †Bibio auripes Statz 1943
- †Bibio aymardi Maneval 1936
- †Bibio batheri Pongrácz 1928
- †Bibio baumbergeri Théobald 1937
- †Bibio boulayi Riou 1999
- †Bibio brachypodus Zhang 1989
- †Bibio brachypteroides Meunier 1915
- †Bibio brevis Heer 1849
- †Bibio brunettii Hardy 1973
- †Bibio brunneifemus Zhang 1989
- †Bibio brunneus Zhang 1989
- †Bibio bullatus Hong 1985
- †Bibio capnodes Melander 1949
- †Bibio carnificus Dürrenfeldt 1968
- †Bibio celasensis Théobald 1937
- †Bibio cockerelli James 1937
- †Bibio colossoceps Zhang 1989
- †Bibio comosella Statz 1943
- †Bibio compta Statz 1943
- †Bibio constringtus Dürrenfeldt 1968
- †Bibio contererus Dürrenfeldt 1968
- †Bibio crassinervis Skartveit and Pika 2014
- †Bibio cratopodus Zhang 1989
- †Bibio cruciformis Dürrenfeldt 1968
- †Bibio curtisi Heer 1856
- †Bibio curtisii Heer 1856
- †Bibio deflectus Dürrenfeldt 1968
- †Bibio deformatus Zhang 1989
- †Bibio deletus Von Heyden 1859
- †Bibio discerptus Dürrenfeldt 1968
- †Bibio disjectus = ?Bibio? synonyme Théobald 1937
- †Bibio dislocatus Théobald 1937
- †Bibio dormitus Dürrenfeldt 1968
- †Bibio dubius Germar 1837
- †Bibio edda Skartveit et al. 2017
- †Bibio elegantulus Novák 1878
- †Bibio enormus Dürrenfeldt 1968
- †Bibio enterodelus Unger 1841
- †Bibio excurvatus Melander 1949
- †Bibio eximius Zhang et al. 1994
- †Bibio expansus Zhang 1989
- †Bibio explanatus Melander 1949
- †Bibio extremus Cockerell 1921
- †Bibio firmus Heer 1849
- †Bibio flavissimus Brunetti 1925
- †Bibio formosus Novák 1878
- †Bibio fusiformis Heer 1849
- †Bibio germari Meunier 1920
- †Bibio giganteus Unger 1841
- †Bibio gracilis Unger 1841
- †Bibio gurnetensis Cockerell 1917
- †Bibio heroica von Heyden and von Heyden 1865
- †Bibio infumatus Meunier 1915
- †Bibio jamesi Melander 1949
- †Bibio janus von Heyden 1870
- †Bibio joursacensis Théobald 1935
- †Bibio kochii Staub 1883
- †Bibio latahensis Lewis 1969
- †Bibio latiantennatus Dürrenfeldt 1968
- †Bibio lignarius Germar 1837
- †Bibio linearis Heer 1849
- †Bibio lividus Heer 1849
- †Bibio longineurus Zhang 1989
- †Bibio maculatus Heer 1849
- †Bibio major Oustalet 1870
- †Bibio mancus Dürrenfeldt 1968
- †Bibio marginatus Oustalet 1870
- †Bibio marmoratus Pongrácz 1928
- †Bibio martinsi Geoffroy 1762
- †Bibio medioalbus Dürrenfeldt 1968
- †Bibio mimas von Heyden 1870
- †Bibio miocenicus Hong and Wang 1985
- †Bibio moestus Heer 1849
- †Bibio murchisonis Unger 1841
- †Bibio nebulosus Dürrenfeldt 1968
- †Bibio nigricosta Skartveit and Nel 2012
- †Bibio obliteratus Cockerell 1915
- †Bibio obsoletus Geoffroy 1762
- †Bibio oeningensis Heer 1849
- †Bibio oligocenus Cockerell 1917
- †Bibio pannosus von Heyden and von Heyden 1865
- †Bibio partschii Heer 1849
- †Bibio penisularis Zhang 1993
- †Bibio peraffinis Zhang 1989
- †Bibio pinguis Heer 1849
- †Bibio podager Melander 1949
- †Bibio praecidus Dürrenfeldt 1968
- †Bibio pulchellus Heer 1849
- †Bibio radobojanus Heer 1849
- †Bibio roehli Statz 1943
- †Bibio rottensis Statz 1943
- †Bibio ruptineurus Zhang 1989
- †Bibio sadoensis Fujiyama 1985
- †Bibio sereri Massalongo 1856
- †Bibio shanwangensis Hong 1983
- †Bibio similis Dürrenfeldt 1968
- †Bibio soldatus Dürrenfeldt 1968
- †Bibio spadicea Statz 1943
- †Bibio spectabilis Théobald 1937
- †Bibio sticheli Handlirsch 1908
- †Bibio styriacus Beier 1952
- †Bibio succineus Skartveit 2021
- †Bibio tenebrosus Coquillett 1898
- †Bibio tenuis Dürrenfeldt 1968
- †Bibio tertiarius von Heyden 1862
- †Bibio testeus Lewis 1969
- †Bibio tranopterus Zhang 1989
- †Bibio tripus Dürrenfeldt 1968
- †Bibio udus Zhang et al. 1994
- †Bibio varineurus Zhang 1989
- †Bibio ventricosus Zhang 1989
- †Bibio vetus James 1937
- †Bibio vixdus Dürrenfeldt 1968
- †Bibio vulcanius Melander 1949
- †Bibio vulpinus Statz 1943
- †Bibio wickhami Cockerell 1915
- †Bibio xylophilus Germar 1837[3]

### Publication originale
- [1762] (en) Étienne Louis Geoffroy, Histoire Abregée des Insectes qui se Trouvent aux Environs de Paris, vol. Tome Second, 1762, 1-690 p.